# Merixen
Merixen (também escrito Mariksene) é uma vila na comuna de Debdeb, no distrito de In Amenas, província de Illizi, Argélia, localizada no extremo sul da Grande Erg Oriental.